# Convair YB-60
Vous lisez un « bon article » labellisé en 2017.
Le Convair YB-60 (initialement désigné XB-36G) est un projet de bombardier stratégique à réaction américain, développé au début des années 1950 afin de concurrencer le B-52 de Boeing. Dérivé du B-36 Peacemaker, l'YB-60 reprend le fuselage du bombardier à hélices,  sur lequel est greffée une voilure en flèche dotée de huit turboréacteurs disposés par paires dans des nacelles sous les ailes. L'avion effectue son premier vol le 18 avril 1952, mais il n'atteint pas les performances requises et montre rapidement des problèmes. Il ne répond pas aux attentes des militaires et le projet est annulé en août 1952, au profit du B-52.
L'YB-60 est conçu pour emporter plus de 32 tonnes de bombes et voler sur une distance de 13 000 km ; il est propulsé par huit turboréacteurs Pratt & Whitney J57 de 38 kN de poussée unitaire et sa vitesse maximale est d'environ 820 km/h à une altitude de 12 000 m. Jusqu'à l'annulation du programme, deux exemplaires sont construits, mais le dernier reste inachevé et ne volera jamais. Au terme du programme d'essais en vol mené par l'avionneur, les bombardiers sont acceptés par la United States Air Force (USAF), puis envoyés au rebut à l'été 1954.

## Historique

### Contexte

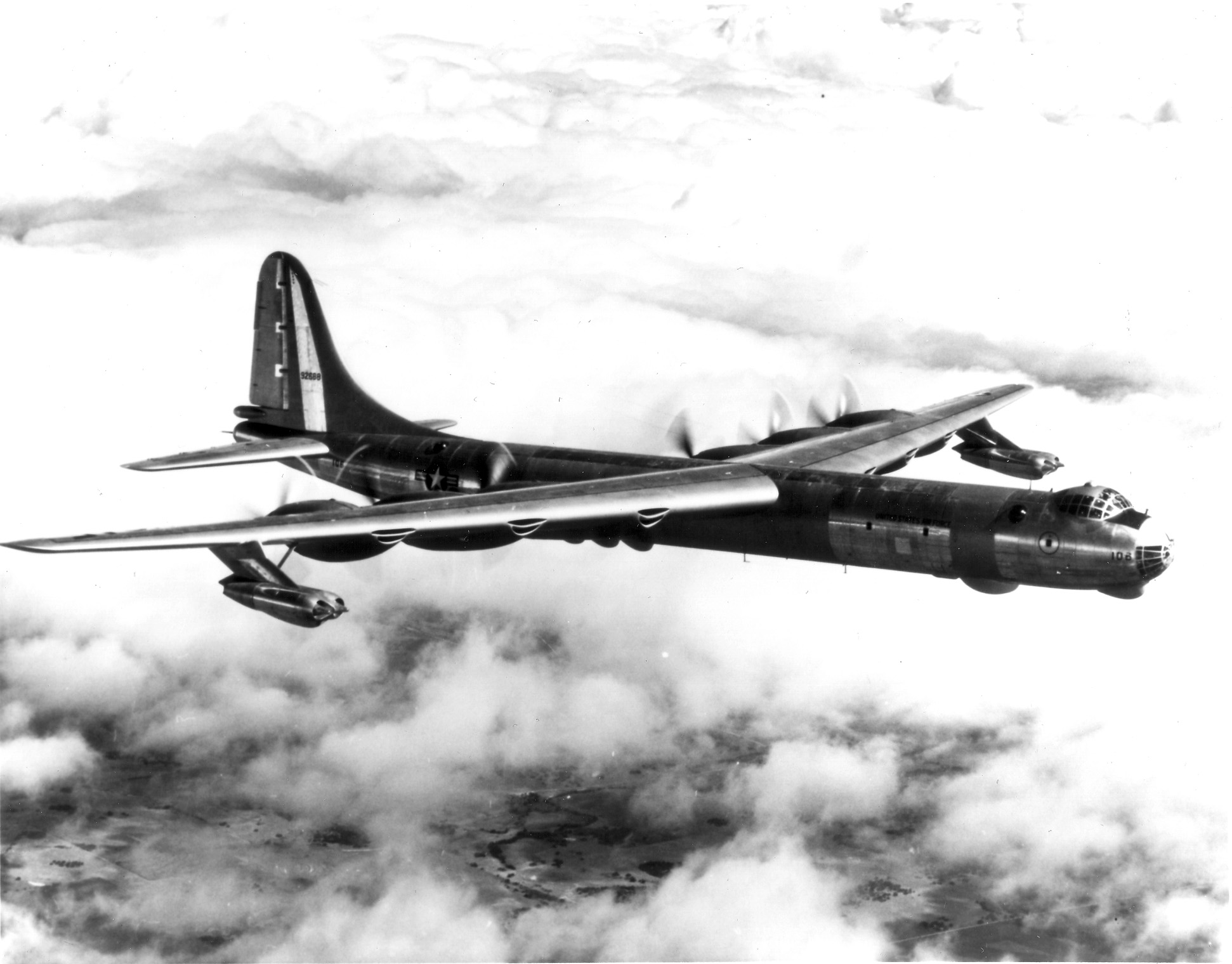
À partir du modèle D, les B-36 sont équipés de quatre turboréacteurs additionnels.

À la fin des années 1940, Convair livre ses premiers B-36 Peacemaker au Strategic Air Command de la United States Air Force (USAF),. Il s'agit d'un avion conçu dans les années 1940 comme un bombardier lourd à long rayon d'action. Avec ses moteurs à pistons et sa voilure droite, le B-36 est de conception relativement ancienne ; à sa mise en service, il est déjà dépassé par le Boeing B-47 à réaction et à voilure en flèche, qui réalise son premier vol en décembre 1947. Avec respectivement 18 000 ch et 21 000 ch au décollage pour une masse maximale de plus de 140 tonnes, les B-36A et B-36B, premières versions de production, sont sous-motorisés. L'avion a besoin de plus de 2 400 m de piste pour décoller et sa vitesse de croisière est de 350 km/h, contre près de 900 km/h pour le B-47 ; à pleine puissance, il peut toutefois atteindre 550 km/h.
En 1949, l'USAF signe un contrat avec Boeing pour deux prototypes XB-52, bombardier lourd à long rayon d'action ; il incorpore l'aile en flèche et est propulsé par huit turboréacteurs disposés par paires dans des nacelles suspendues sous les ailes, de la même façon que sur le B-47. Le B-52, qui doit entrer en service au milieu des années 1950, est destiné à remplacer le B-36, alors obsolète. Dans le même temps, afin d'accroître la vitesse et de réduire les distances de décollage, Convair lance le B-36D, qui reçoit quatre turboréacteurs additionnels, suspendus dans des nacelles aux extrémités des ailes. Les premiers essais dans cette configuration ont lieu en mars 1949 avec un appareil modifié. Le premier appareil de production vole au mois de juillet ; les B-36D décamoteurs entrent en service un an plus tard.

### Conception
En août 1950, Convair propose à l'USAF de développer une version améliorée du B-36, le B-36G,. La voilure droite est remplacée par une nouvelle, en flèche, et l'appareil doit être propulsé uniquement par des turboréacteurs,. L'utilisation de turbopropulseurs est cependant envisagée en cas de problème dans le développement des moteurs à réaction Pratt & Whitney J57, sélectionnés pour le projet,. Le 15 mars 1951, dans le cadre du contrat AF-33(038)-2182, l'Air Force autorise Convair à prélever deux B-36F (serial 49-2676 et 49-2684) de la chaîne de production pour les convertir en YB-36G, prototype de la nouvelle version,,,. En raison des différences avec les autres B-36, aussi bien au niveau de l'apparence générale que des performances, l'YB-36G devient YB-60, ; de la même manière, le Northrop YB-35 à hélices est renommé YB-49 lorsque les turboréacteurs ont été incorporés dans la conception,.
Tout comme les B-36, les deux prototypes de l'YB-60 sont assemblés à la United States Air Force Plant 4 (en) de Fort Worth, au Texas, à partir du printemps 1951, dans un autre bâtiment que les précédents,. Les moteurs utilisés sont des Pratt & Whitney J57-P-3 développant environ 40 kN de poussée, ; ils sont identiques à ceux destinés aux prototypes XB-52,,. Les nacelles doubles destinées à recevoir les huit turboréacteurs de l'YB-60 sont celles conçues par Boeing pour son bombardier,. Comme l'YB-60 reprend de nombreux éléments du B-36, les prototypes sont construits en seulement huit mois, mais les turboréacteurs ne sont livrés qu'en avril 1952,,.

### Essais et annulation

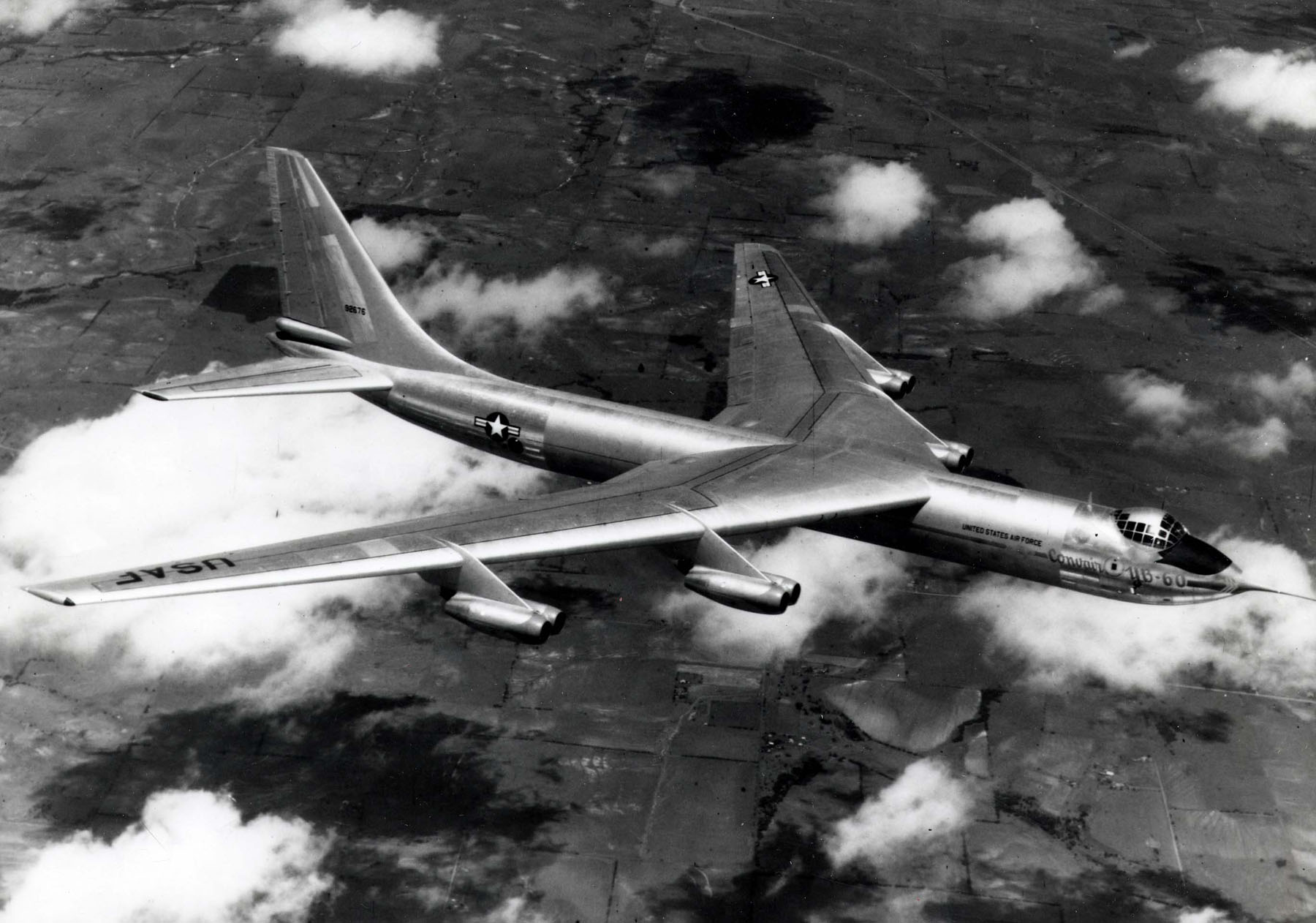
L'YB-60 serial 49-2676, lors d'un vol d'essai.

Le 6 avril 1952, le premier prototype de l'YB-60, serial 49-2676, sort d'assemblage ; il est alors le plus gros avion à réaction du monde,,. Piloté par Beryl Erickson et Arthur Witchell, l'appareil effectue son premier vol dans l'après-midi du 18 avril,, trois jours après l'YB-52 de Boeing,,. Le bombardier vole pendant 66 minutes, au cours desquelles le train d'atterrissage reste sorti,,. L'appareil effectue deux autres vols d'essai le même mois, au cours desquels il se montre très maniable,.
Cependant, les performances de l'YB-60 sont en deçà de celles de l'YB-52 ; sa vitesse maximale est de 820 km/h, contre 980 km/h pour l'avion de Boeing,. De plus, il rencontre des problèmes de variation de puissance au niveau des réacteurs,,. Par ailleurs, l'avion est soumis à des vibrations à grande vitesse ; le système électrique connaît des pannes ; la gouverne de lacet est soumise à un phénomène de flottement (flutter), ou vibrations aéroélastiques,,. Toutefois, comme les B-36, l'YB-60 peut emporter dans sa soute plus de 32,5 tonnes de bombes, contre moins de 20 tonnes pour le XB-52 ; cependant, à partir de 1965, la modification « Big Belly » permettra aux B-52D d'emporter plus de 27 tonnes de bombes.
En raison des problèmes rencontrés par l'YB-60, le programme est annulé le 14 août 1952. N'ayant jamais reçu ses moteurs, le deuxième prototype, assemblé à 93 ou 95 %, n'est jamais terminé,,,. Les essais en vol avec le premier appareil se poursuivent cependant jusqu'au 20 janvier 1953,. Au moment de son retrait, l'YB-60 a effectué seulement 25 vols pour un total de 66 heures,. Par la suite, l'avionneur cherche des débouchés pour le bombardier : la société cherche à convaincre l'USAF d'utiliser l'YB-60 comme banc d'essai de turbopropulseurs, ainsi que d'amener au standard B-60 sans frais supplémentaire les B-36 restant à produire ; toutefois, les propositions de Convair sont rejetées,,. Dans le même temps, alors que des avions de ligne à réaction sont en cours de développement chez les constructeurs Boeing et Douglas, l'avionneur étudie une version d'avion de ligne de l'YB-60 pouvant transporter 261 passagers et relier New York à Londres sans escale. Toutefois, la vitesse de croisière de l'avion est estimée à moins de 700 km/h, soit 190 km/h inférieure à celle du Boeing 707, ce qui pousse l'avionneur à abandonner l'idée et de développer un avion spécifiquement conçu dans ce but, le Convair 880.
Après la fin des essais, les deux prototypes restent à Fort Worth et sont officiellement pris en compte par l'Air Force fin juin ou début juillet 1954,. L'exemplaire opérationnel ne revole pas ; les deux appareils sont utilisés comme sources de pièces détachées pour les autres B-36 avant d'être mis à la ferraille en juillet 1954,,. Le coût total du programme est estimé à 14,366 millions de dollars, ; à titre de comparaison, la conception et les essais des prototypes du B-52 de Boeing ont coûté environ 100 millions de dollars.

## Descriptif technique

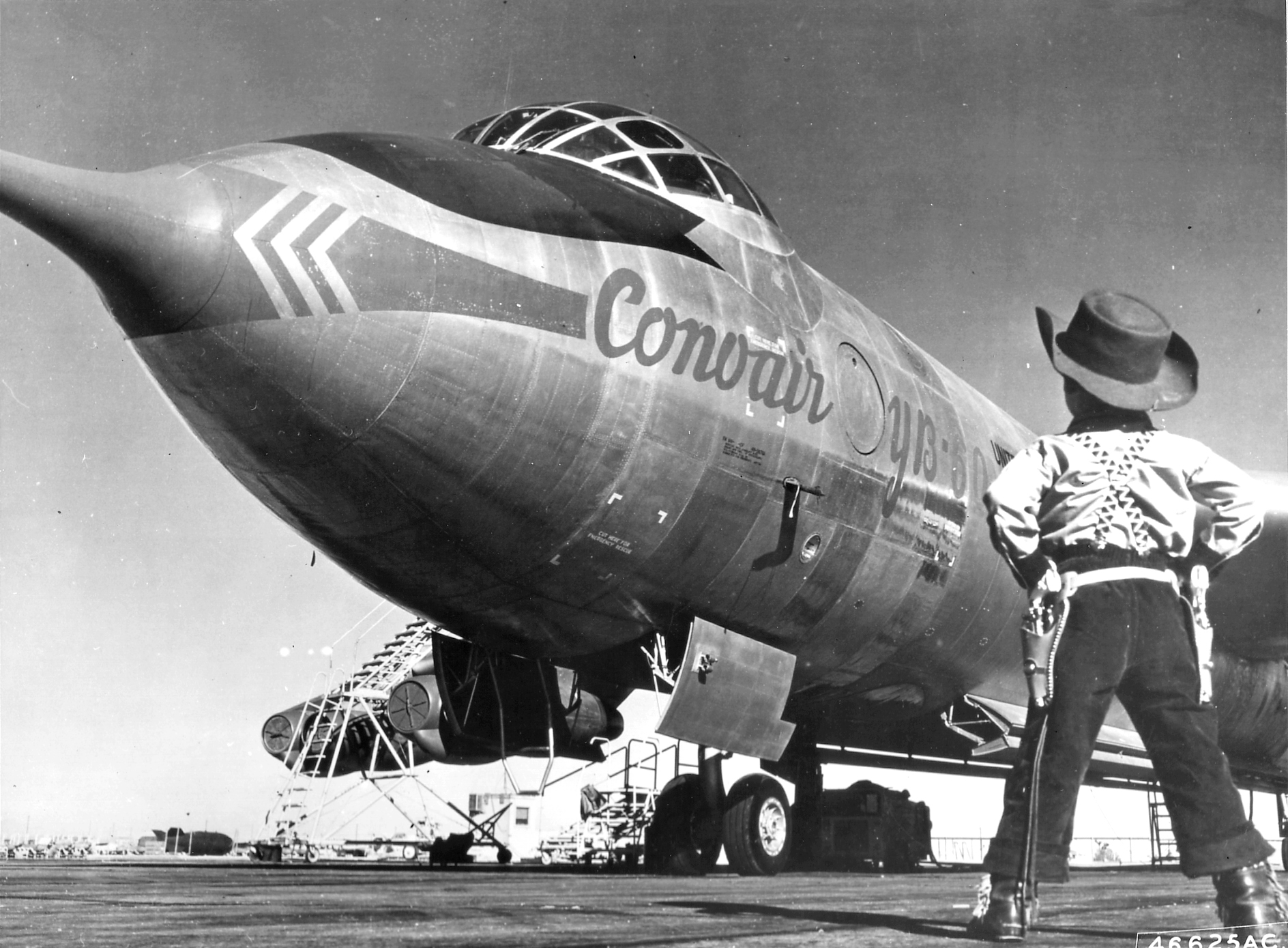
Un enfant en tenue de cowboy pose devant l'YB-60, sur la base Edwards. Le nez de l'avion a une forme plus aérodynamique que celui du B-36. Sur la gauche de l'image, on peut distinguer une partie de la perche de mesure.

L'YB-60 reprend le fuselage de son prédécesseur à moteurs à pistons et partage 72 % des pièces avec celui-ci,,. Cependant, l'extrémité du nez arrondie et vitrée du B-36 est changée au profit d'une forme plus aérodynamique, et une perche de mesure est installée sur la pointe avant ; la longueur totale du fuselage passe ainsi de 49,41 m à 52,12 m,. De plus, pour réduire les distances d'atterrissage, l'avion est doté d'un parachute frein installé dans la queue,,. L'empennage du B-36, de forme arrondie, est remplacé par un empennage en flèche entièrement nouveau, qui n'est plus du tout arrondi,,,. Sur l'YB-60, le tunnel pressurisé du B-36, courant le long du fuselage et reliant le cockpit au compartiment arrière, est supprimé,.
Pour la voilure, la majeure partie de celle-ci est entièrement nouvelle, seule une courte section au niveau de l'emplanture étant conservée par rapport au B-36. Le bord d'attaque a un angle de flèche de 37 ou 38°, contre 35° pour le bord de fuite,. La voilure en flèche de l'YB-60 a une envergure de 62,79 m, contre 70,1 m pour le B-36, ; cependant, la surface alaire est accrue : elle passe de 443,3 m2 pour le B-36, à 486,7 m2 pour l'YB-60. Les moteurs sont des turboréacteurs à simple flux Pratt & Whitney J57-P-3 disposés par paires dans des nacelles suspendues sous les ailes, ; ils développent 40 kN de poussée unitaire. Le train d'atterrissage de l'avion est de type tricycle ; il est composé d'un diabolo à deux roues pour le train avant, et de deux bogies à quatre roues pour le train principal, placés sous les ailes et se logeant dans celles-ci lorsque le train est rentré. Un diabolo avant de B-36 est ajouté sous la queue de l'avion afin de d'empêcher ce dernier de basculer en arrière lorsqu'il est au sol ; ce dispositif, rendu nécessaire par le déplacement du centre de gravité vers l'arrière par rapport au B-36, se rétracte à l'intérieur du fuselage avant le décollage et est déployé après l'atterrissage, une fois l'avion au sol.
Sur le premier YB-60, la plupart de l'armement défensif du B-36 est supprimé ; seules les deux tourelles de queue sont conservées, contrôlées à distance depuis le cockpit via le radar AN/APG-32,. L'équipage est ainsi réduit à cinq membres : pilote, copilote, navigateur, opérateur radio/bombardier et opérateur radio/mitrailleur,. Le second appareil, non achevé, conserve l'armement défensif ; l'équipage est composé de neuf membres. Dans sa soute, l'YB-60 peut emporter 32,5 tonnes de bombes.

## Caractéristiques
Sources : Joe Baugher, Marcelle Size Knaack, Bernard Millot, Flight International et Cold War Peacemaker.

### Équipage et dimensions

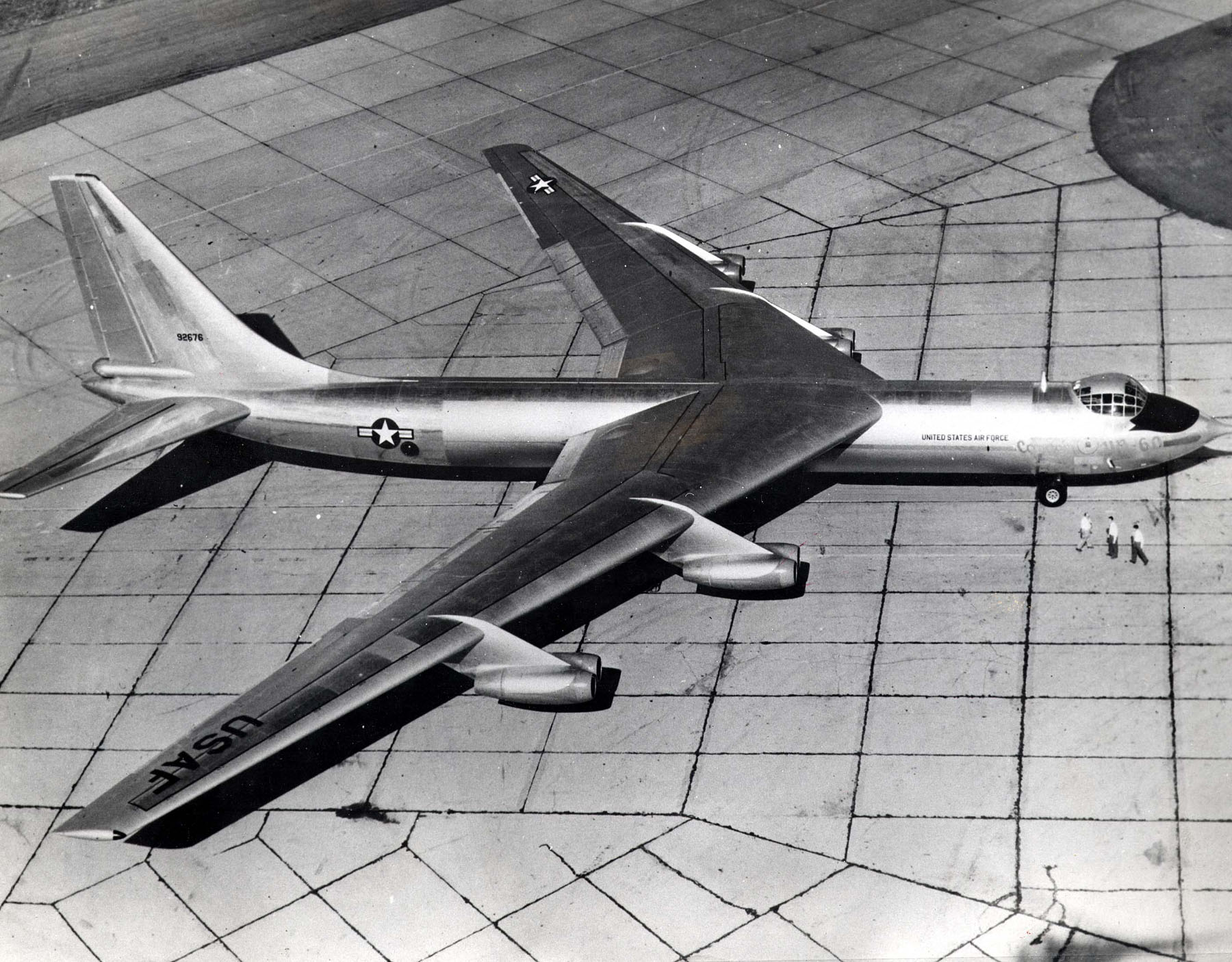
Vue en hauteur du premier YB-60 montrant la voilure en flèche avec les nacelles suspendues sous les ailes ; l'empennage est également bien visible. Les hommes, à côté du nez de l'avion, donnent une idée de la taille du bombardier.

- Équipage : 5 membres (pilote, copilote, navigateur, opérateur radio/bombardier et opérateur radio/mitrailleur), pour le premier appareil (49-2676) ; 9 membres prévus pour le second avion (49-2684).
- Envergure : 62,79 m
- Longueur : 51,12 m
- Hauteur : 18,44 m
- Surface alaire : 486,7 m2

### Motorisation
- Moteurs : 8 turboréacteurs à simple flux Pratt & Whitney J57-P-3.
- Poussée : 40 kN par moteur ; 320 kN au total.

### Masses
- Masse à vide : 69 400 kg
- Masse en charge : 136 100 kg
- Masse maximale au décollage : 186 000 kg
- Capacité en carburant : 159 390 L

### Performances
- Vitesse maximale : 818 km/h
- Plafond opérationnel : 13 700 m.
- Vitesse ascensionnelle : 323 m/min, moyenne pour atteindre une altitude de 9 150 m depuis le sol.
- Rayon d'action : 14 800 km.
- Charge alaire : 288 kg/m2 pour une masse de 140 tonnes ; 382 kg/m2 pour 186 t.